# Ousseynou Cavin Diagné
Ousseynou Cavin Diagné (Dakar, 5 juni 1999) is een Senegalees voetballer die sinds januari 2022 uitkomt voor ES Zarzis.

## Clubcarrière
Diagné sloot zich op achtjarige leeftijd aan bij de Ecole de football Libasse Diop in zijn geboortestad Dakar. Nauwelijks een jaar later verhuisde hij naar ASC Sandial. In 2009 kon hij terecht bij de Académie Darou Salam. Uiteindelijk belandde hij in Spanje, waar hij achteraanvolgens voor Málaga CF, CD 26 de Febrero en Cádiz CF speelde.
In 2018 haalde Le Mans FC hem naar Frankrijk. Daar maakte hij in het seizoen 2018/19 zijn officiële debuut in het profvoetbal: in de Championnat National mocht hij van trainer Richard Déziré invallen tegen US Quevilly-Rouen Métropole en Football Bourg-en-Bresse Péronnas 01, alvorens 90 minuten te spelen tegen JA Drancy.
Na één seizoen bij Le Mans maakte hij de overstap naar de Belgische regerende vicekampioen Club Brugge, waar hij met Krépin Diatta een oude bekende van bij de Senegalese nationale jeugdploegen tegenkwam. Diagné speelde bij Club Brugge enkel voor de jeugd. Hij bleef nog geen seizoen in België, want in februari 2020 maakte hij al de overstap naar de Noorse eersteklasser Kristiansund BK.
Bij Kristiansund speelde hij zeven wedstrijden in de Eliteserien. In februari 2021 ging hij testen bij de Noorse tweedeklasser Raufoss IL, maar hij bleef uiteindelijk bij Kristiansund, waar hij enkele maanden later desondanks vertrok. Enkele maanden later haalde de Tunesische eersteklasser Espérance Sportive de Zarzis hem binnen.

## Interlandcarrière
Diagné kreeg in mei 2016 zijn eerste oproepingsbrief voor de Senegalese –20, naar aanleiding van een kwalificatiewedstrijd tegen Tunesië voor de Afrika Cup –20 2017 in Zambia. Senegal plaatste zich uiteindelijk voor het toernooi en stootte uiteindelijk door naar de finale, waar het met 2-0 verloor van Zambia. Diagné speelde in elke wedstrijd mee en scoorde in de tweede groepswedstrijd twee keer in de 3-4-zege tegen Zuid-Afrika.
Later dat jaar nam hij met Senegal –20 ook deel aan het WK –20 2017 in Zuid-Korea. Diagné scoorde in de eerste groepswedstrijd tegen Saoedi-Arabië, maar pakte in de derde groepswedstrijd tegen Ecuador in de slotfase van de wedstrijd een tweede gele kaart. Hierdoor miste hij de achtste finale tegen Mexico, die Senegal met 1-0 verloor.
Ook in 2019 nam hij deel aan de Afrika Cup –20, ditmaal als aanvoerder. Senegal haalde in Niger net als twee jaar eerder de finale, en opnieuw ging het daarin onderuit: in de reguliere speeltijd bleven Senegal en Mali op een 1-1-gelijkspel steken, maar in de strafschoppenserie waren de Malinezen te sterk. Diagné begon aan elke wedstrijd en speelde zelfs bijna elke wedstrijd uit, enkel in de finale werd hij tijdens de rust gewisseld.
Senegal plaatste zich ondanks de nederlaag in de Afrika Cup-finale wel voor het WK –20 in Polen. Daar haalde het de kwartfinale, waar het na strafschoppen onderuit ging tegen Zuid-Korea. Diagné had in de eerste helft de score geopend en Ibrahima Niane had de Senegalezen een kwartier voor tijd naar een 1-2-voorsprong getrapt, maar in de achtste minuut van de blessuretijd maakte Zuid-Korea gelijk. Nadat beide landen in de verlenging nog eens scoorden, waren er strafschoppen nodig om een winnaar te bepalen. Zuid-Korea miste als eerste, maar ook Senegal ging een paar keer de mist in. Diagné miste als laatste, waardoor Zuid-Korea doorstootte naar de halve finale.